# 大阪府第17区
大阪府第17区（おおさかふだい17く）は、日本の衆議院議員総選挙における選挙区。1994年（平成6年）の公職選挙法改正で設置。

## 区域
2013年（平成25年）公職選挙法改正以降の区域は以下のとおりである。
- 堺市
  - 中区
  - 西区
  - 南区

1994年（平成6年）公職選挙法改正から2013年の小選挙区改定までの区域は以下のとおりである。
- 堺市（16区に属しない区域）[4]
  - 中支所管内
  - 泉北ニュータウン東・泉北ニュータウン中・泉北ニュータウン西・上神谷・美木多・浜寺・鳳・津久野・福泉の各出張所管内

## 歴史
中選挙区制時代の旧5区の一部に相当し、本選挙区の設置時は元民社党委員長である西村栄一を父に持つ西村眞悟が強固な地盤を継承していた。自民党は元大蔵官僚の岡下昌浩が中選挙区時代より3度の出馬でいずれも落選しており、1998年に昌浩が死去して以降はその夫人である岡下信子が跡を継いで出馬。2000年の第42回総選挙では元府議会議員の平田多加秋が出馬し、また民主党が尾立源幸を擁立したことで与野党とも分裂選挙となったが、自民党公認の岡下信子が乱戦を制して初当選する。一方、1997年末の新進党解散に伴い自由党に所属していた西村は「核武装」発言に対する批判で得票を大幅に減らしたものの、比例近畿ブロックで復活当選した。
2003年の第43回総選挙では、公示直前に自由党が民主党と合併し両者間の選挙区調整で西村が17区の民主党公認候補となり当選。尾立は参議院へ転出し、翌2004年の第20回参院選で大阪府選挙区より出馬しトップ当選した。
2005年の第44回総選挙では一転して、返り咲きを目指す岡下が僅差で西村を破り西村は比例復活で当選。その後、西村は自身の弁護士法違反事件で逮捕・起訴され、民主党を除籍処分となり2008年に改革クラブへ入党する。これに対し、民主党は大阪3区の元職で弁護士の辻恵を17区へ転出させた。
2009年の第45回総選挙では、改革クラブが親与党の立場を打ち出しながらも自民党と候補者の一本化に至らないまま西村・岡下信子の共倒れとなって辻が当選した。
2012年の第46回総選挙では堺市議会議員だった日本維新の会新人の馬場伸幸が辻・岡下信子らを破り初当選した。以後は馬場が連勝し強固な地盤を築いている。第47回・第48回では岡下信子の息子で後継候補の岡下昌平も比例復活していたが、第49回総選挙以降は維新の幹事長や代表を務める馬場が応援演説のため全国行脚の身でも岡下にダブルスコアに近い差を付け続けている。
なお、本選挙区は共産党の藤田スミも中選挙区時代に地盤としていた地域であり、共産党の候補者が毎回大阪府内の他の選挙区に比べても突出して多く得票する傾向があった。しかし、党全体の退潮傾向に伴い本選挙区においても共産党候補の得票は漸減が続いており、第45回総選挙以降は供託金没収点の10%を下回ることも出てきた。

## 小選挙区選出議員
| 選挙名                 | 年     | 当選者   | 党派         |
| ---------------------- | ------ | -------- | ------------ |
| 第41回衆議院議員総選挙 | 1996年 | 西村眞悟 | 新進党       |
| 第42回衆議院議員総選挙 | 2000年 | 岡下信子 | 自由民主党   |
| 第43回衆議院議員総選挙 | 2003年 | 西村眞悟 | 民主党       |
| 第44回衆議院議員総選挙 | 2005年 | 岡下信子 | 自由民主党   |
| 第45回衆議院議員総選挙 | 2009年 | 辻恵     | 民主党       |
| 第46回衆議院議員総選挙 | 2012年 | 馬場伸幸 | 日本維新の会 |
| 第47回衆議院議員総選挙 | 2014年 | 馬場伸幸 | 維新の党     |
| 第48回衆議院議員総選挙 | 2017年 | 馬場伸幸 | 日本維新の会 |
| 第49回衆議院議員総選挙 | 2021年 | 馬場伸幸 | 日本維新の会 |
| 第50回衆議院議員総選挙 | 2024年 | 馬場伸幸 | 日本維新の会 |

## 選挙結果
時の内閣：第1次石破内閣 解散日：2024年10月9日 公示日：2024年10月15日
当日有権者数：32万2755人 最終投票率：50.55%（前回比：3.95%） （全国投票率：53.85%（2.08%））
| 当落 | 候補者名   | 年齢 | 所属党派     | 新旧 | 得票数   | 得票率 | 惜敗率 | 推薦・支持 | 重複 |
| ---- | ---------- | ---- | ------------ | ---- | -------- | ------ | ------ | ---------- | ---- |
| 当   | 馬場伸幸   | 59   | 日本維新の会 | 前   | 82,234票 | 52.29% | ――     |            |      |
|      | 岡下昌平   | 49   | 自由民主党   | 元   | 45,904票 | 29.19% | 55.82% | 公明党推薦 | ○    |
|      | 沢田久美子 | 38   | 日本共産党   | 新   | 29,130票 | 18.52% | 35.42% |            |      |

時の内閣：第1次岸田内閣 解散日：2021年10月14日 公示日：2021年10月19日
当日有権者数：33万263人 最終投票率：54.50%（前回比：8.88%） （全国投票率：55.93%（2.25%））
| 当落 | 候補者名 | 年齢 | 所属党派     | 新旧 | 得票数   | 得票率 | 惜敗率 | 推薦・支持               | 重複 |
| ---- | -------- | ---- | ------------ | ---- | -------- | ------ | ------ | ------------------------ | ---- |
| 当   | 馬場伸幸 | 56   | 日本維新の会 | 前   | 94,398票 | 53.60% | ――     |                          | ○    |
|      | 岡下昌平 | 46   | 自由民主党   | 前   | 56,061票 | 31.83% | 59.39% | 公明党推薦               | ○    |
|      | 森流星   | 38   | 日本共産党   | 新   | 25,660票 | 14.57% | 27.18% | 社会民主党大阪府連合推薦 |      |

時の内閣：第3次安倍第3次改造内閣 解散日：2017年9月28日 公示日：2017年10月10日
当日有権者数：33万7018人 最終投票率：45.62%（前回比：4.28%） （全国投票率：53.68%（1.02%））
| 当落 | 候補者名 | 年齢 | 所属党派     | 新旧 | 得票数   | 得票率 | 惜敗率 | 推薦・支持 | 重複 |
| ---- | -------- | ---- | ------------ | ---- | -------- | ------ | ------ | ---------- | ---- |
| 当   | 馬場伸幸 | 52   | 日本維新の会 | 前   | 65,427票 | 43.53% | ――     |            | ○    |
| 比当 | 岡下昌平 | 42   | 自由民主党   | 前   | 58,534票 | 38.95% | 89.46% | 公明党推薦 | ○    |
|      | 藤本幸子 | 42   | 日本共産党   | 新   | 26,337票 | 17.52% | 40.25% |            |      |

時の内閣：第2次安倍改造内閣 解散日：2014年11月21日 公示日：2014年12月2日
当日有権者数：33万1992人 最終投票率：49.90% （全国投票率：52.66%（6.66%））
| 当落 | 候補者名 | 年齢 | 所属党派   | 新旧 | 得票数   | 得票率 | 惜敗率 | 推薦・支持 | 重複 |
| ---- | -------- | ---- | ---------- | ---- | -------- | ------ | ------ | ---------- | ---- |
| 当   | 馬場伸幸 | 49   | 維新の党   | 前   | 70,196票 | 43.72% | ――     |            | ○    |
| 比当 | 岡下昌平 | 39   | 自由民主党 | 新   | 63,219票 | 39.37% | 90.06% | 公明党     | ○    |
|      | 吉岡孝嘉 | 56   | 日本共産党 | 新   | 27,151票 | 16.91% | 38.68% |            |      |

- 西村は大阪16区より次世代の党公認で立候補したが落選。

時の内閣：野田第3次改造内閣 解散日：2012年11月16日 公示日：2012年12月4日 （全国投票率：59.32%（9.96%））
| 当落 | 候補者名   | 年齢 | 所属党派     | 新旧 | 得票数   | 得票率 | 惜敗率 | 推薦・支持 | 重複 |
| ---- | ---------- | ---- | ------------ | ---- | -------- | ------ | ------ | ---------- | ---- |
| 当   | 馬場伸幸   | 47   | 日本維新の会 | 新   | 81,663票 | 44.22% | ――     |            | ○    |
|      | 岡下信子   | 73   | 自由民主党   | 元   | 52,634票 | 28.50% | 64.45% |            |      |
|      | 西哲史     | 35   | 民主党       | 新   | 19,895票 | 10.77% | 24.36% | 国民新党   | ○    |
|      | 吉岡孝嘉   | 54   | 日本共産党   | 新   | 16,144票 | 8.74%  | 19.77% |            |      |
|      | 辻恵       | 64   | 日本未来の党 | 前   | 11,544票 | 6.25%  | 14.14% | 新党大地   | ○    |
|      | 奥田クスミ | 65   | 無所属       | 新   | 2,778票  | 1.50%  | 3.40%  |            | ×    |

- 西は2015年の第18回統一地方選挙で実施された堺市議会議員選挙に無所属で西区選挙区から出馬し、当選。

時の内閣：麻生内閣 解散日：2009年7月21日 公示日：2009年8月18日 （全国投票率：69.28%（1.77%））
| 当落 | 候補者名 | 年齢 | 所属党派   | 新旧 | 得票数   | 得票率 | 惜敗率 | 推薦・支持 | 重複 |
| ---- | -------- | ---- | ---------- | ---- | -------- | ------ | ------ | ---------- | ---- |
| 当   | 辻恵     | 61   | 民主党     | 元   | 92,666票 | 43.11% | ――     |            | ○    |
|      | 岡下信子 | 70   | 自由民主党 | 前   | 65,054票 | 30.27% | 70.20% |            | ○    |
|      | 西村眞悟 | 61   | 改革クラブ | 前   | 36,650票 | 17.05% | 39.55% |            | ○    |
|      | 坂本譲次 | 62   | 日本共産党 | 新   | 20,560票 | 9.57%  | 22.19% |            |      |

- 辻は3区から国替え。
- 西村は第46回はたちあがれ日本へ移籍し太陽の党を経て日本維新の会へ合流、党の候補者調整により比例で優遇（単独2位登載）され当選。

時の内閣：第2次小泉改造内閣 解散日：2005年8月8日 公示日：2005年8月30日 （全国投票率：67.51%（7.65%））
| 当落 | 候補者名 | 年齢 | 所属党派   | 新旧 | 得票数   | 得票率 | 惜敗率 | 推薦・支持 | 重複 |
| ---- | -------- | ---- | ---------- | ---- | -------- | ------ | ------ | ---------- | ---- |
| 当   | 岡下信子 | 66   | 自由民主党 | 元   | 90,765票 | 43.27% | ――     |            | ○    |
| 比当 | 西村眞悟 | 57   | 民主党     | 前   | 89,279票 | 42.56% | 98.36% |            | ○    |
|      | 真鍋穣   | 53   | 日本共産党 | 新   | 29,732票 | 14.17% | 32.76% |            |      |

時の内閣：第1次小泉第2次改造内閣 解散日：2003年10月10日 公示日：2003年10月28日 （全国投票率：59.86%（2.63%））
| 当落 | 候補者名   | 年齢 | 所属党派   | 新旧 | 得票数   | 得票率 | 惜敗率 | 推薦・支持 | 重複 |
| ---- | ---------- | ---- | ---------- | ---- | -------- | ------ | ------ | ---------- | ---- |
| 当   | 西村眞悟   | 55   | 民主党     | 前   | 69,861票 | 40.31% | ――     |            | ○    |
|      | 岡下信子   | 64   | 自由民主党 | 前   | 52,258票 | 30.16% | 74.80% |            | ○    |
|      | 真鍋穣     | 52   | 日本共産党 | 新   | 26,236票 | 15.14% | 37.55% |            |      |
|      | 平田多加秋 | 54   | 無所属     | 新   | 24,937票 | 14.39% | 35.70% |            | ×    |

- 尾立は民由合併での選挙区調整で大阪府選挙区に国替えし、第20回参議院議員通常選挙で当選。

時の内閣：第1次森内閣 解散日：2000年6月2日 公示日：2000年6月13日 （全国投票率：62.49%（2.84%））
| 当落 | 候補者名   | 年齢 | 所属党派   | 新旧 | 得票数   | 得票率 | 惜敗率 | 推薦・支持 | 重複 |
| ---- | ---------- | ---- | ---------- | ---- | -------- | ------ | ------ | ---------- | ---- |
| 当   | 岡下信子   | 60   | 自由民主党 | 新   | 41,781票 | 23.51% | ――     |            | ○    |
|      | 真鍋穣     | 48   | 日本共産党 | 新   | 36,834票 | 20.73% | 88.16% |            |      |
|      | 尾立源幸   | 36   | 民主党     | 新   | 33,392票 | 18.79% | 79.92% |            | ○    |
| 比当 | 西村眞悟   | 51   | 自由党     | 前   | 28,345票 | 15.95% | 67.84% |            | ○    |
|      | 平田多加秋 | 50   | 無所属     | 新   | 28,184票 | 15.86% | 67.46% |            | ×    |
|      | 中北龍太郎 | 53   | 社会民主党 | 新   | 9,190票  | 5.17%  | 22.00% |            | ○    |

時の内閣：第1次橋本内閣 解散日：1996年9月27日 公示日：1996年10月8日 （全国投票率：59.65%（8.11%））
| 当落 | 候補者名   | 年齢 | 所属党派   | 新旧 | 得票数   | 得票率 | 惜敗率 | 推薦・支持 | 重複 |
| ---- | ---------- | ---- | ---------- | ---- | -------- | ------ | ------ | ---------- | ---- |
| 当   | 西村眞悟   | 48   | 新進党     | 前   | 72,359票 | 42.69% | ――     |            |      |
| 比当 | 藤田スミ   | 63   | 日本共産党 | 前   | 51,454票 | 30.36% | 71.11% |            | ○    |
|      | 岡下昌浩   | 58   | 自由民主党 | 新   | 40,337票 | 23.80% | 55.75% |            | ○    |
|      | 奥田クスミ | 49   | 自由連合   | 新   | 5,329票  | 3.14%  | 7.36%  |            | ○    |